# カリ・マキネン (レーサー)
カリ・マキネン（Kari Mäkinen､1957年6月6日 ｰ ）は、スウェーデンのレーシングドライバー。

## 経歴
1991年からレース活動を開始し、1997年からはスウェーデンツーリングカー選手権(STCC)にオペル・ベクトラで参戦。シリーズ6位を獲得した。またこの年イギリスツーリングカー選手権(BTCC)に併せて行われた、TCRツーリストトロフィーにBTCCに参戦している、マット・ニール率いるチームダイナミクスより参戦。日産・プリメーラをドライブし、翌98年はSTCCでもプリメーラをドライブした。1年のブランクの後再び2000年からSTCCに参戦を再開。アルファロメオ・156をドライブした。その後もレースに出場し、2004年はスウェーデンのフェラーリ・チャレンジカップに参戦し、2位を獲得した他、スウェーデンGT選手権にも参戦。2015年にはシリーズ2位を獲得し、2018年現在も参戦している。

## レース戦績

### スウェーデンツーリングカー選手権
| 年     | チーム                      | 使用車両         | 1      | 2      | 3        | 4        | 5        | 6      | 7      | 8      | 9       | 10       | 11       | 12       | 順位 | ポイント |
| ------ | --------------------------- | ---------------- | ------ | ------ | -------- | -------- | -------- | ------ | ------ | ------ | ------- | -------- | -------- | -------- | ---- | -------- |
| 1997年 | オペル・チーム スウェーデン | オペル・ベクトラ | MAN1 4 | MAN2 2 | KIN1 Ret | KIN2 6   | AND1 Ret | AND2 6 | FAL1 7 | FAL2 6 | KNU1 7  | KNU2 4   | KAR1 7   | KAR2 8   | 6位  | 105      |
| 1998年 | ユーロ・レーシングAB        | 日産・プリメーラ | MAN1 7 | MAN2 9 | KAR1 12  | KAR2 DNS | AND1 13  | AND2 9 | FAL1 6 | FAL2 6 | KNU1 17 | KNU2 Ret | MAN1 Ret | MAN2 Ret | 14位 | 50       |